# بوگولیوبوفکا (شهرستان چیشمینسکی، باشقیرستان)
بوگولیوبوفکا (انگلیسی: Bogolyubovka, Chishminsky District, Republic of Bashkortostan) یک شهرک در شهرستان چیشمینسکی در استان باشقیرستان کشور روسیه است.